# Raivis Hščanovičs
Raivis Hščanovičs (Riga, 15 febbraio 1987) è un ex calciatore lettone, di ruolo difensore.

## Carriera

### Club
Hščanovičs ha iniziato la sua carriera con il Skonto nel 2007. Durante la stagione 2009 Hščanovičs ha fatto 26 presenze e 5 gol. Ha inoltre fatto il suo debutto europeo per il Skonto il 16 luglio 2009 in una partita di qualificazione per l'Europa League contro il Derry City FC. Con il club, in totale, ha segnato 8 gol in 50 presenze.
Nel marzo del 2010 il suo contratto è scaduto. In seguito, quindi, è passato al Toronto FC. Ha fatto il suo debutto il 10 aprile 2010, in una partita persa contro il New England Revolution.
Dal campionato 2011 torna a giocare in Lettonia in Virsliga con Jurmala-VV (esordio non fortunato visto la sconfitta per 4 a 0 contro il Ventspils).
Nella stagione successiva milita proprio nel Ventspils, ma a fine anno torna al Jurmala-VV, che nel frattempo aveva cambiato nome in Daugava Rīga.

### Nazionale
Il 7 ottobre 2003 ha debuttato per la Lettonia Under-17. Ha anche giocato per la Lettonia Under-21.

## Palmarès
- Canadian Championship: 1

Toronto FC: 2010